# Orbita oculare

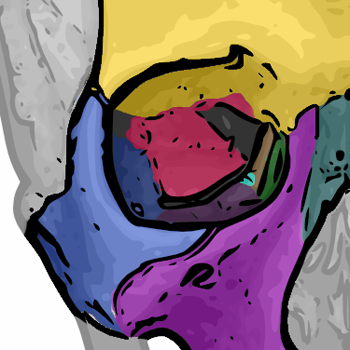
Le ossa che compongono l'orbita oculare

L'orbita oculare è una cavità esocranica costituita dal comporsi delle ossa craniche (sia del neurocranio, che dello splancnocranio).
Nelle orbite oculari si posizionano il bulbo oculare e i suoi annessi, l'arteria oftalmica e la vena oftalmica, la vena centrale della retina e i muscoli estrinseci.
L'orbita ha la forma di una piramide quadrangolare, distinguendo una base, un apice, quattro pareti e quattro margini.

## Pareti

### Parete superiore
Costituisce il tetto dell'orbita, ha forma concava ed è delimitata dalla faccia inferiore dell'osso frontale e dalla faccia inferiore della piccola ala dello sfenoide.

### Parete inferiore
Rappresenta il pavimento dell'orbita, ha anch'essa forma concava ed è delimitata dalla faccia superiore del corpo mascellare, dalla faccia superiore del processo orbitale dell'osso zigomatico e dal processo orbitario dell'osso palatino.

### Parete mediale
È un piano osseo sagittale, formato dall'avanti all'indietro da: processo frontale dell'osso mascellare, osso lacrimale, lamina papiracea dell'etmoide e dalla faccia laterale del corpo dello sfenoide.

### Parete laterale
È formata, dall'avanti all'indietro, dal processo orbitario dell'osso zigomatico e dalla porzione anteriore della grande ala dello sfenoide.

## Base
Rappresenta l'apertura esterna, ovvero l'orifizio di ingresso dell'orbita.

## Apice
Corrisponde al foro ottico, impegnato da vene, arterie e dal nervo ottico. Assicura la comunicazione tra l'orbita oculare e la fossa cranica media.

## Margini
Sono anch'essi quattro.

### Margine supero-laterale
Termina a livello della fessura orbitaria superiore, compresa tra le grandi e le piccole ali dello sfenoide e attraversata da: i nervi oculomotori, la branca oftalmica del trigemino e la vena oftalmica. Questa fessura mette in comunicazione la cavità orbitaria con la fossa cranica media.

### Margine supero-mediale
Termina a livello del foro ottico, in cui decorre il nervo ottico.

### Margine infero-laterale
Termina a livello della fessura orbitaria inferiore, in cui decorre il nervo infraorbitario. Tale fessura permette la comunicazione tra la cavità orbitaria e la fossa pterigopalatina.

### Margine infero-mediale
Termina a livello della sutura fra il corpo dello sfenoide e il processo orbitario dell'osso palatino, dove si trova la doccia infraorbitaria.